# Stazione di Legnago
Stazione di Legnago vasútállomás Olaszországban, Veneto régióban, Legnago településen.

## Vasútvonalak
Az állomást az alábbi vasútvonalak érintik:
- Verona-Rovigo-vasútvonal
- Mantova-Monselice-vasútvonal
- Treviso-Ostiglia-vasútvonal

## Kapcsolódó állomások
A vasútállomáshoz az alábbi állomások vannak a legközelebb: 
- Stazione di Cerea
- Stazione di Aselogna
- Stazione di Minerbe
- Legnago old railway station
- Stazione di Villabartolomea